# Leslie Bevis
Pour les articles homonymes, voir Bevis.
Leslie Bevis est une actrice américaine née le 13 février 1957 à Washington, D. C.

## Filmographie

### Cinéma
- 1984 : The Lonely Guy : les sept péchés capitaux
- 1987 : La Folle Histoire de l'espace : Commanderette Zircon
- 1987 : Manhattan Loto : Gem Vigo
- 1988 : Futur immédiat, Los Angeles 1991 (Alien Nation) de Charles Baker : Cassandra
- 1991 : Talent for the Game : Marla
- 1993 : The November Men : Elizabeth
- 1998 : Sexe et autres complications : journaliste du World News

### Télévision
- 1983 : Lottery! (1 épisode)
- 1984 : Les Amazones : Vivian Todd
- 1984 : Simon et Simon : Deidra (1 épisode)
- 1984 : Mike Hammer : Darlene et Polly (2 épisodes)
- 1984 : AfterMASH : Stella (1 épisode)
- 1985 : Tonnerre mécanique : Annie (1 épisode)
- 1985 : V : Angela (1 épisode)
- 1985 : Madame est servie : Cassandra (1 épisode)
- 1985-1987 : Tribunal de nuit : Sheila (4 épisodes)
- 1986 : Le Juge et le Pilote : Tori Van Zandt (1 épisode)
- 1986 : Kate's Secret : Monica Fields
- 1986-1987 : Falcon Crest : Gwen Fuller (3 épisodes)
- 1987 : Rags to Riches : Carlotta Newton (1 épisode)
- 1987 : The Tortellis : Rachel Horne (1 épisode)
- 1987 : MacGyver : Tanya Lyaschenka (2 épisodes)
- 1987 : Pursuit of Happiness : Bridgette (1 épisode)
- 1988 : Flic à tout faire : Trudy (1 épisode)
- 1988 : Liberace : Maxine Lewis
- 1988 : The Van Dyke Show : Lola (1 épisode)
- 1988 : Chain Letter : Miss Smith
- 1988-1990 : Rick Hunter : plusieurs rôles (2 épisodes)
- 1989 : Matlock : Bonnie Ritter (1 épisode)
- 1989-1991 : Dallas : Dianna Farrington et Jeanne Lawrence (6 épisodes)
- 1989-1991 : La loi est la loi : Elizabeth Kendall et Kate Shaw (2 épisodes)
- 1990 : Anything But Love (1 épisode)
- 1990 : Dear John : Jessica Stone (1 épisode)
- 1992 : Human Target : Rita (1 épisode)
- 1993-1996 : Star Trek: Deep Space Nine : Rionoj (3 épisodes)
- 1994 : Les Dessous de Palm Beach : Kimberly Dyer
- 1994 : Diagnostic : Meurtre : Mme Elaine (1 épisode)
- 1994 : Cafe Americain : Lauren Baxter (1 épisode)
- 1995 : A Perry Mason Mystery: The Case of the Jealous Jokester : Rosa Westlake
- 1995 : Arabesque : Andrea Nader et Barbara Desmond (3 épisodes)
- 1995 : Out There : le député
- 1997 : Beyond Belief: Fact or Fiction (1 épisode)
- 1998-1999 : Les Feux de l'amour : Ruth Anne Perkins (41 épisodes)